# 赫瓦倫斯克區

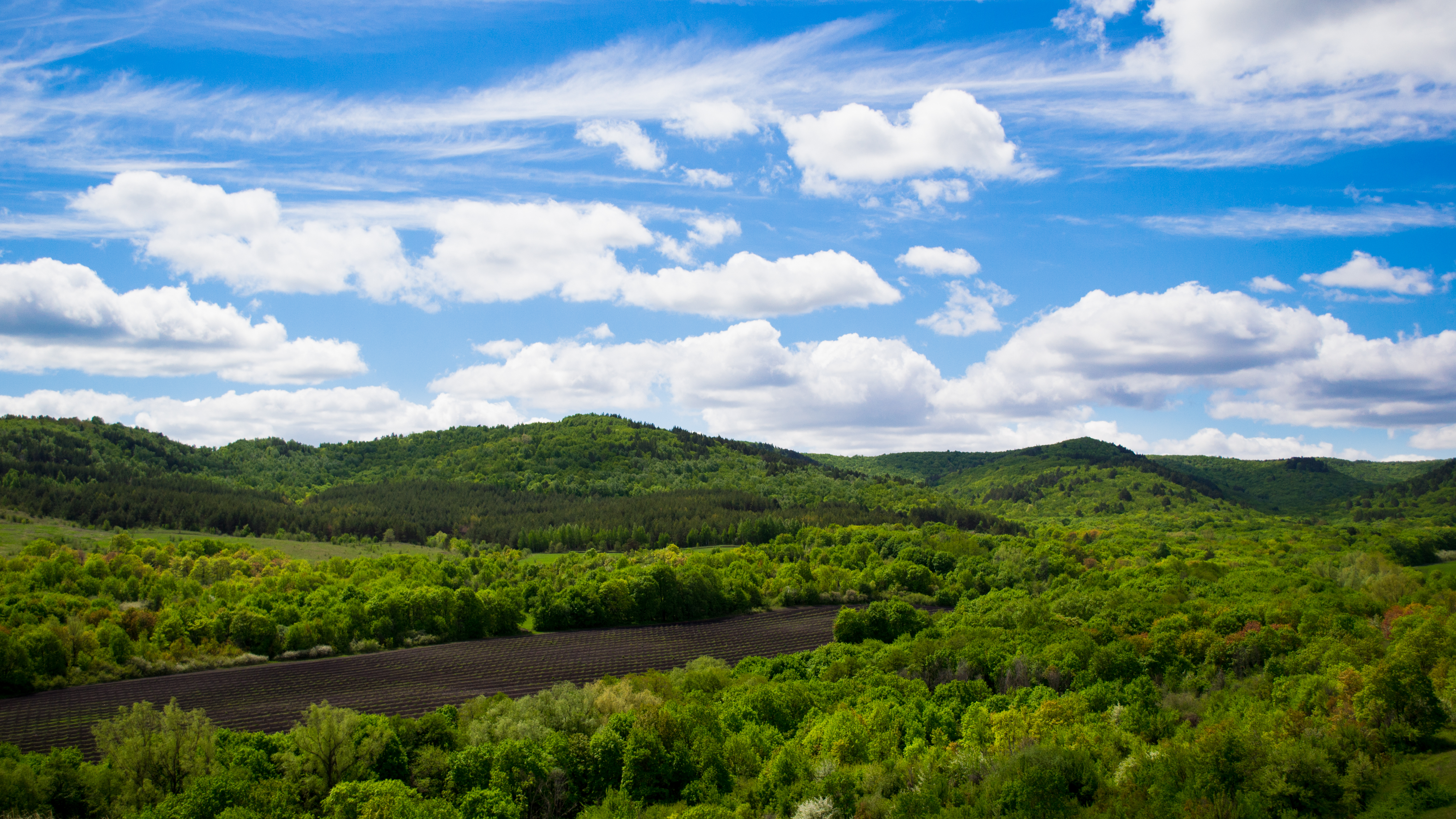

52°29′N 48°06′E / 52.483°N 48.100°E
赫瓦倫斯克區（俄语：Хвалынский район），是俄羅斯的一個區，位於該國西南部，由薩拉托夫州負責管轄，面積1,900平方公里，2010年該區人口10,688，人口密度每平方公里5.63人。